# Gruppo Sportivo Robur Angelo Costa 2011-2012
Questa voce raccoglie le informazioni riguardanti il Gruppo Sportivo Robur Angelo Costa nelle competizioni ufficiali della stagione 2011-2012.

## Organigramma societario
Area direttiva
- Presidente: Luca Casadio
- Vicepresidente: Paolo Morgagni
- Segreteria generale: Irene Georgiou
- Team manager: Claudio Zauli
- Direttore sportivo: Paolo Badiali
- Logistica: Roberto Costa

Area tecnica
- Allenatore: Antonio Babini
- Allenatore in seconda: Stefano Pascucci
- Scout man: Massimo Melandri
- Responsabile settore giovanile: Maria Pia Bissi, Pietro Mazzi

Area comunicazione
- Ufficio stampa: Sandro Camerani
- Responsabile eventi: Carlo Sirri

Area marketing
- Ufficio marketing: Tamara Pantaleone
- Gestione sponsor tecnici: Corrado Scozzoli
- Biglietteria: Maria Pia Bissi

Area sanitaria
- Responsabile staff medico: Massimo Cirilli, Giancarlo Masi, Alessandro Nobili, Pietro Querzani
- Medico: Massimo Argani
- Preparatore atletico: Daniele Ercolessi
- Fisioterapista: Davide Baccoli

## Rosa
| N° | Nome                 | Ruolo | Data di nascita   | Nazionalità sportiva |
| -- | -------------------- | ----- | ----------------- | -------------------- |
| 1  | Stefano Mengozzi     | C     | 6 maggio 1985     | Italia               |
| 2  | Nicola Leonardi      | C     | 9 aprile 1988     | Italia               |
| 4  | Simone Bendandi      | P     | 7 agosto 1976     | Italia               |
| 5  | Antonio Corvetta     | P     | 28 settembre 1977 | Italia               |
| 6  | Luca Sirri           | S     | 5 gennaio 1983    | Italia               |
| 7  | Matteo Tabanelli     | L     | 24 settembre 1983 | Italia               |
| 8  | Matthijs Verhanneman | S     | 8 dicembre 1988   | Belgio               |
| 9  | Rodrigo Quiroga      | S     | 23 marzo 1987     | Argentina            |
| 10 | Lorenzo Gallosti     | L     | 26 settembre 1990 | Italia               |
| 11 | Matjia Plesko        | S     | 3 marzo 1976      | Slovenia             |
| 12 | Stefano Moro         | O     | 2 gennaio 1982    | Italia               |
| 14 | Theodore Brunner     | C     | 17 marzo 1985     | Stati Uniti          |
| 15 | Fabio Ricci          | C     | 11 luglio 1994    | Italia               |
| 16 | Piotr Gruszka        | O     | 8 marzo 1977      | Polonia              |
| 17 | Nathan Roberts       | S     | 17 febbraio 1986  | Australia            |